# 顏杲卿

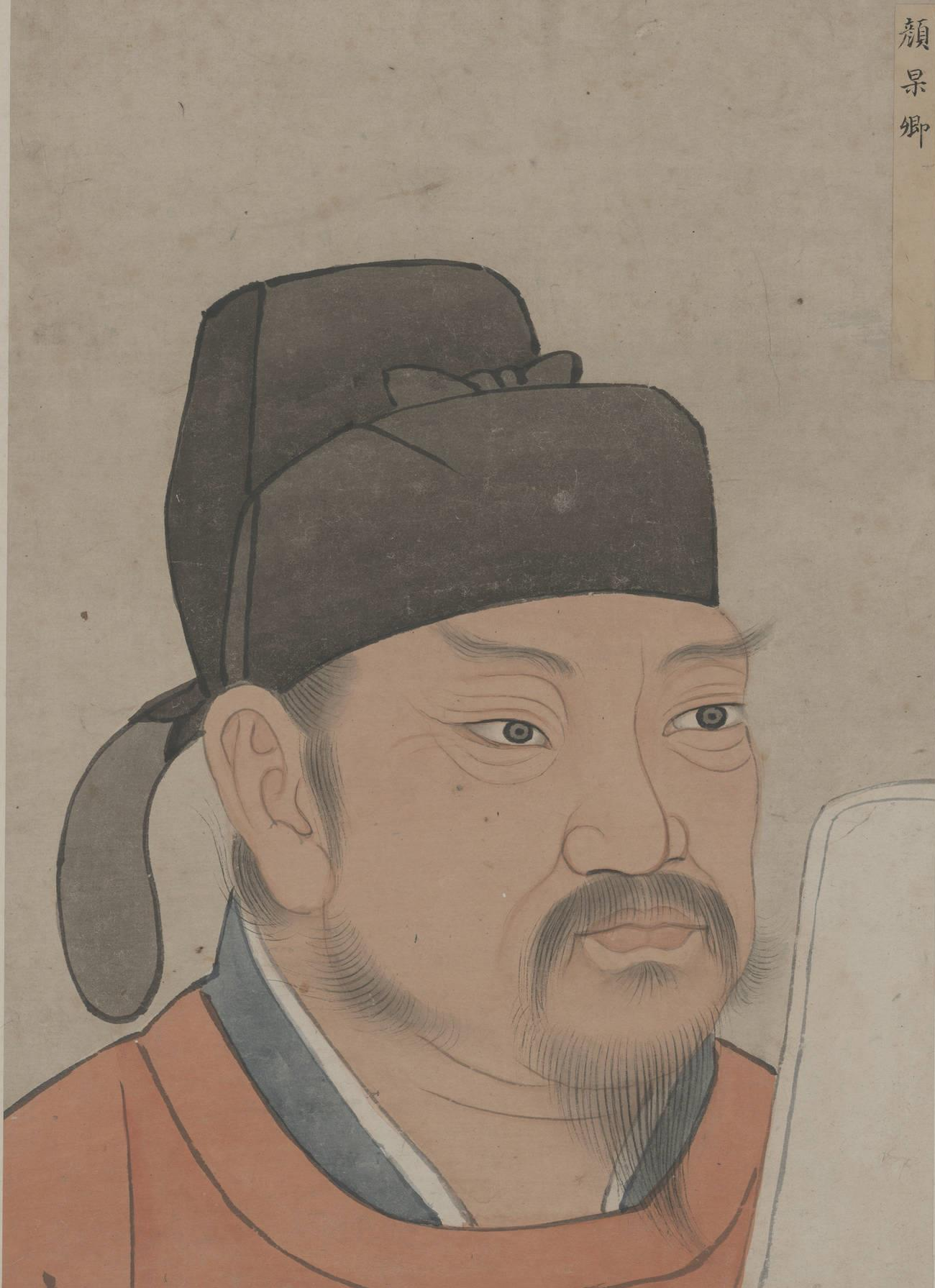
清南薰殿顏杲卿画像

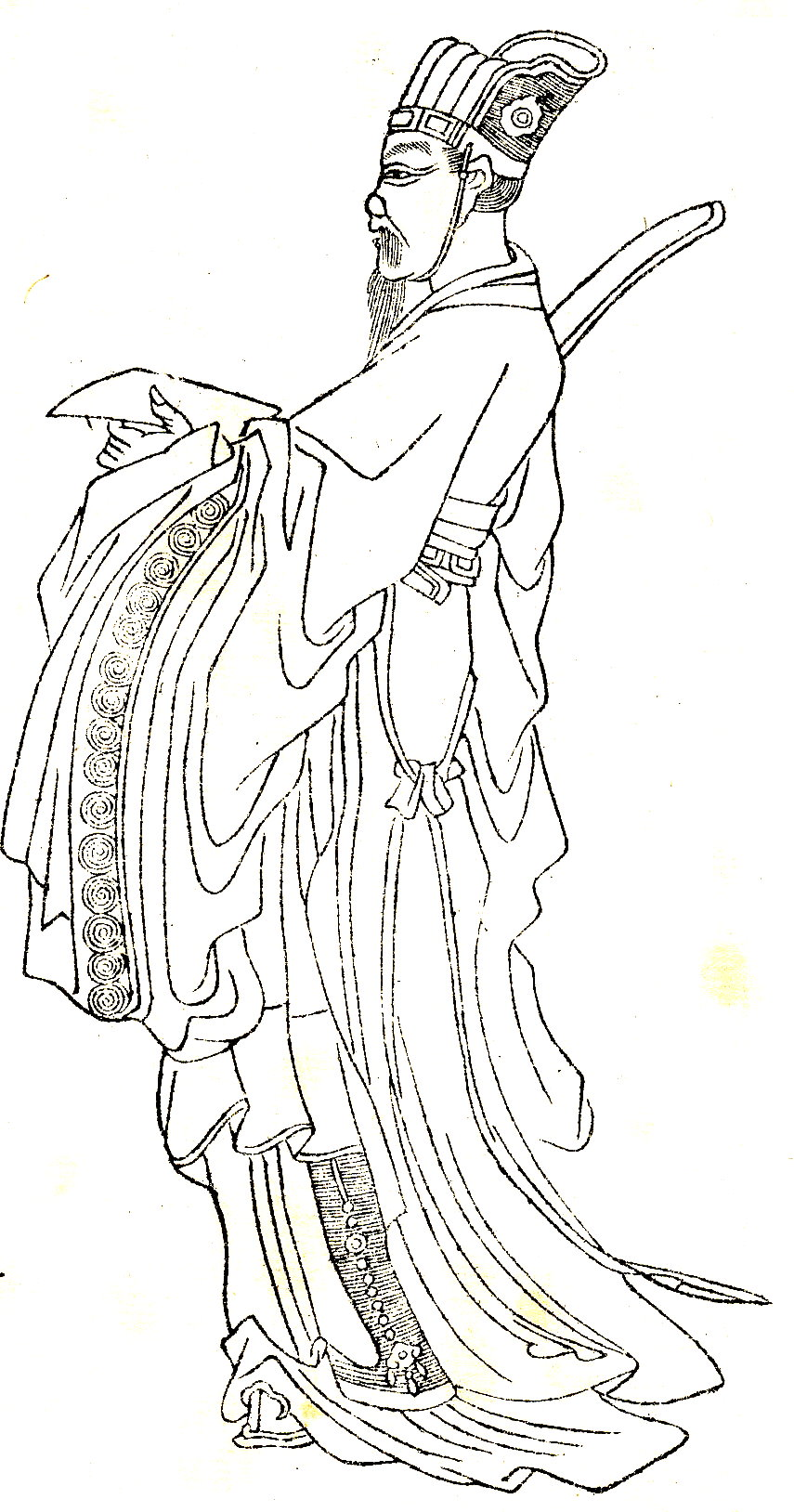
顏杲卿

顏杲卿（692年—756年），字昕，京兆府长安县（今陕西省西安市）人，祖籍琅邪郡临沂县（今山东省临沂市），唐朝官員，著名书法家颜真卿的堂兄。天寶十五載（756年），安祿山叛軍圍攻常山，安祿山俘虜其子顏季明，藉此逼迫顏杲卿投降，但顏杲卿不肯屈服，還大罵安祿山，季明被斬。不久城為史思明所破，顏杲卿被押到洛陽，見到安祿山，顏杲卿瞋目怒罵，也被處死。
顏杲卿死后，因杨国忠听信张通幽的谗言，没有褒赠。颜真卿向唐肃宗哭诉此事，唐肃宗转诉唐玄宗，唐玄宗杖杀张通幽。颜杲卿的儿子颜泉明免于一死，在洛阳将父亲和他下属袁履谦的尸体收殓。乾元元年（758年），追赠太子太保，谥曰忠节，以其子颜威明为太仆丞。

## 生平
五代祖為顏之推，北齊黃門侍郎、修文館學士。齊亡入周，始家關內，遂為長安人焉。曾伯祖為顏師古，唐貞觀年間秘書監，自有傳。曾祖顏勤禮，崇文館學士。祖父顏昭甫，曹王侍讀。父親顏元孫，垂拱初年登進士第，考功員外郎劉奇榜其詞策，文瑰俊拔，多士聳觀。歷任長安尉、太子舍人、濠州刺史卒。
顏杲卿以廕生受官，個性剛直。在開元年間，出為魏州錄事參軍、遂州司法參軍，振舉綱目，政績第一。天寶14年，遷范陽戶曹參軍，安祿山聞其名，上表為營田判官，出為常山太守。時安祿山為河北、河東采訪使，常山在其部內。同年十一月，安祿山舉范陽之兵詣闕。十二月十二日，攻陷東都。顏杲卿憂慮逆賊打到潼關，恐危及宗社。此時從弟顏真卿為平原太守，初聞安祿山叛變。顏真卿乃遣使告訴顏杲卿，相與起義兵，掎角斷賊歸路，以紓西寇之勢。
天寶十四載（755年），安史之亂時，杲卿和兒子季明守常山郡（河北省正定縣西南），任太守，顏真卿守平原郡，設計殺安祿山部將李欽湊，擒高邈、何千年。河北有十七郡响应。这迫使已经推进到陕虢之间（今三门峡和灵宝之间）的安禄山军队回撤，命令史思明率军渡河进攻。

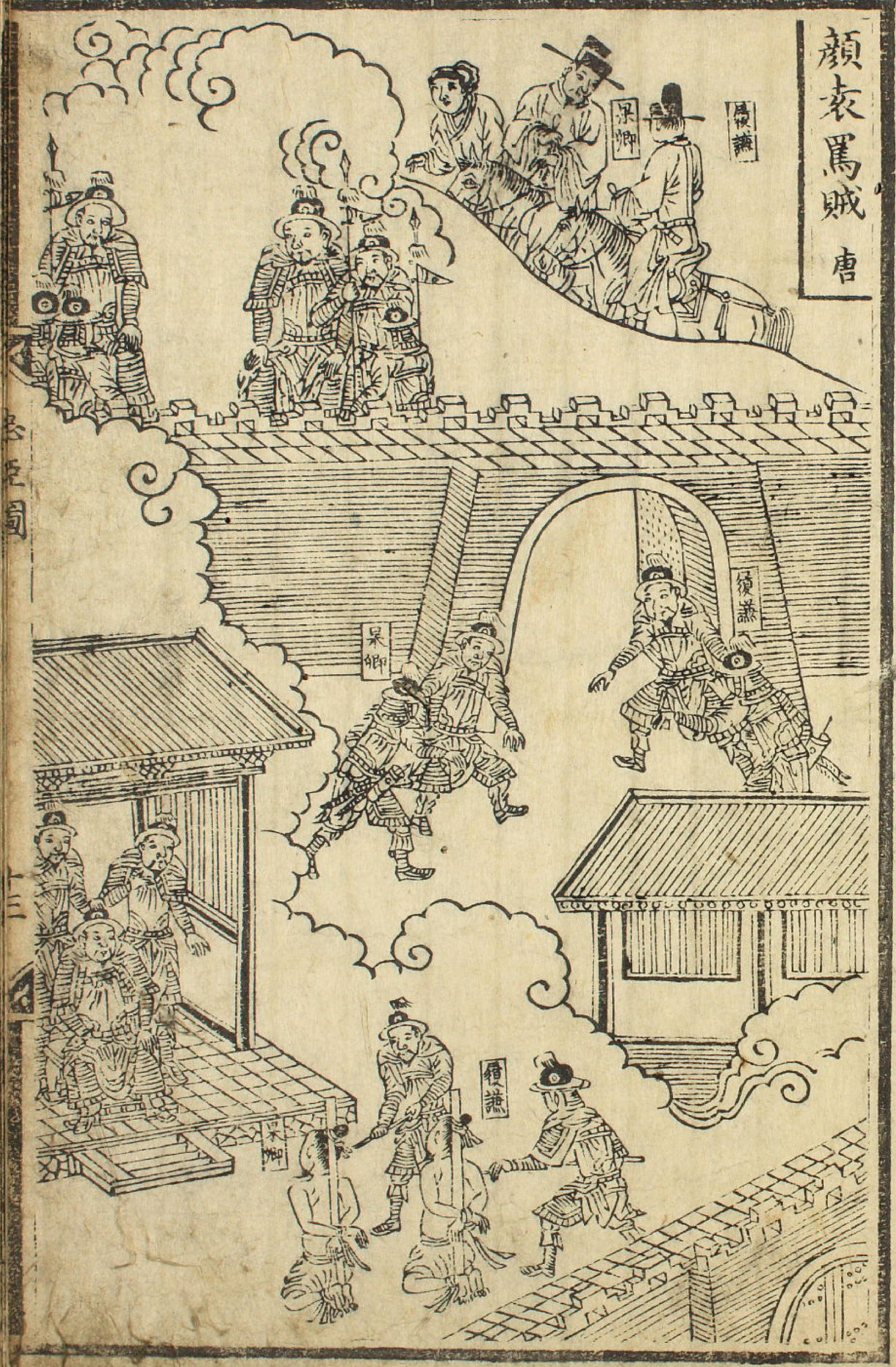
顏杲卿、袁履謙罵安祿山

天寶十五載（756年），安祿山叛軍圍攻常山，安祿山俘虜顏季明，藉此逼迫顏杲卿投降，但顏杲卿不肯屈服，還大罵安祿山，季明被斬。天宝十五载正月壬戌（756年2月12日），常山郡城為史思明所破，顏杲卿被押到洛陽，見到安祿山，安祿山怒曰：「吾拔擢你太守，為何負我而造反？」顏杲卿張大眼罵曰：「汝營州牧羊羯奴耳，竊荷恩寵，天子負汝何事，而乃反乎？我世唐臣，守忠義，恨不斬汝以謝上，從從爾反耶？」安祿山不勝忿，縛之往天津橋柱，節解以肉啖之，罵聲不絕，賊鉤斷其舌，曰：「復能罵否？」杲卿含胡而絕，年六十五。

## 身後
顏杲卿死后，因杨国忠听信张通幽的谗言，没有褒赠。颜真卿向唐肃宗哭诉此事，唐肃宗转诉唐玄宗，唐玄宗杖杀张通幽。
李光弼、郭子儀收復常山，救出杲卿、履謙二家親屬數百人於獄，厚給遺，令行喪。
乾元元年（758年），追赠太子太保，谥曰忠节，封其妻崔清河郡夫人，以其子颜威明为太仆丞。
颜杲卿的儿子颜泉明免于一死，在洛阳将父亲和他下属袁履谦的尸体收敛。
乾元元年五月，帝詔曰：「故衛尉卿、兼御史中丞、恆州刺史顏杲卿，任彼專城，誌梟狂虜，艱難之際，忠義在心。憤群兇而慷慨，臨大節而奮發，遂擒元惡，成此茂勛。屬胡虜憑陵，流毒方熾，孤城力屈，見陷寇仇，身歿名存，實彰忠烈。夫仁者有勇，驗之於臨難；臣之報國，義存於捐軀。嘉其死節之誠，未備飾終之禮，可贈太子太保。」

## 其他
1.文天祥的《正氣歌》中的「為顏常山舌」指的就是顏杲卿被俘虜後怒罵安祿山之事。
2.唐肅宗乾元元年（758年），顏真卿（顏杲卿弟）命人至河北尋得顏杲卿子顏季明頭顱後，揮淚寫下《祭姪文稿》。真跡現藏於臺北國立故宮博物院，被譽為「天下三大行書字帖」之一。

## 延伸阅读
[在维基数据编辑]
 《舊唐書·卷187下》，出自刘昫《舊唐書》
 《新唐書·卷192》，出自《新唐書》
 在维基共享资源阅览影像